# Nighthawks (schilderij)
Nighthawks (Nederlands: Nachtbrakers, ook wel Nachtraven) is een schilderij van de Amerikaanse realistische kunstschilder Edward Hopper, geschilderd in 1942, olieverf op doek, 84,1 × 152,4 centimeter groot. Het toont het interieur van een "eetbar" met enkele in zichzelf gekeerde bezoekers, van buitenaf bezien, bij nacht. Het werk wordt algemeen beschouwd als een van de belangrijkste iconen uit de Amerikaanse kunst van de twintigste eeuw en bevindt zich sinds het jaar van aanmaak in de collectie van het Art Institute of Chicago.

## Afbeelding
Nighthawks toont een tafereel dat bol staat van de sfeer van depressie en verontrusting aan het begin van de Tweede Wereldoorlog. Het type restaurant dat wordt afgebeeld, met zijn typische geometrische vormen en Art-decogevel, is een soort van eenvoudig eetcafé dat toentertijd in Amerika "diner" werd genoemd en dat veelal de hele nacht open was. Weergegeven is onder meer fluorescerend licht, dat indertijd een noviteit was. Aan de reclame boven het raam is te zien dat het geen dure gelegenheid is: Phillies was een goedkoop Amerikaans sigarenmerk dat bijvoorbeeld bij benzinestations werd verkocht. Binnen zit een groepje mensen bijna als op een toneel, bij een scherp fluorescerend licht. Twee grote koffieketels lichten er vreemd en bijna dreigend door op. Buiten verlicht het zelfs de straat. De ramen van de huizen links hebben de rolgordijnen half gesloten, de etalages van de winkels zijn leeg en de stad is verder leeg.
Links in het eetcafé zit een man met de rug naar de kijker toe, een beetje ineengedoken achter een drankje. Een stel wacht op bediening, maar lijkt geen contact te maken, noch met elkaar, noch met anderen. Hoppers mensen zijn passief: ze hebben elkaar niets te zeggen, lijken niet bereid of in staat tot communicatie. Het beeld is verstild en duidt op isolatie.
Hopper werd naar eigen zeggen geïnspireerd door een bestaand restaurant in New Yorks Greenwich Avenue waar twee straten samenkomen. Het gebouw, in de wijk Greenwich Village waar Hopper 54 jaar woonde, is inmiddels afgebroken. De roodharige vrouw is gemodelleerd naar Hoppers vrouw Jo.

## Duiding
Hopper ontkende dat hij het werk bedoeld heeft als symbool voor stadse leegheid en het geïsoleerd van elkaar leven, maar onbedoeld biedt Nighthawks toch een metafoor voor de verpletterende eenzaamheid van het leven in een grote stad en haar egocentrische bewoners. Hopper versterkt dat idee nog door geen deur in het café in te tekenen, waardoor de kijker ook zelf het gevoel krijgt buitengesloten te worden, alsof het een soort aquarium is. De doorzichtigheid van het vele glas kan niet voorkomen dat het een duidelijke afscheiding vormt. Tegelijkertijd geeft het een suggestie dat het binnen en het buiten in elkaar overloopt. Verder ontbreekt elke tijdsindicatie o.a. door het ontbreken van een klok in de diner waardoor een tijdloze verstening van het tafereel is opgetreden.
De gesimplificeerde 'Hopperiaanse' weergave van het tafereel, met de dik opgebrachte verf, geeft het geheel een bijzondere expressieve kracht.
Daarnaast biedt het schilderij volop ruimte voor interpretatie en fantasieën: de psychologische spanning tussen de afgebeelde personen is voelbaar, hun illusieloze houding is zichtbaar, maar niemand weet ook maar bij benadering wat er in hen omgaat. De kijker mag rustig observeren en het zelf invullen.
Hopper maakte altijd schetsen als hij door New York zwierf. Later in zijn atelier maakte hij daar dan samen met zijn echtgenote combinaties van.

## Boulevard of Broken Dreams
In de jaren '80 maakte de Oostenrijkse kunstenaar Gottfried Helnwein een nieuwe versie van het schilderij, met in plaats van de anonieme personages de afbeeldingen van Elvis Presley, Marilyn Monroe, Humphrey Bogart en James Dean. Hij noemde het werkstuk "Boulevard of Broken Dreams". Delen ervan werden afzonderlijk uitgegeven als poster, met name de afbeeldingen van Monroe en Dean.